# Verwaltungseinheiten im Großherzogtum Berg
Die Liste der Verwaltungseinheiten im Großherzogtum Berg umfasst die Départements, Arrondissements, Kantone und Mairien im Großherzogtum Berg (1808 bis 1813). Nach provisorischer Verwaltung im Generalgouvernement Berg führte das Königreich Preußen in Nachfolge der französischen Verwaltungseinheiten ab 1816 eigene Regierungsbezirke sowie Land- und Stadtkreise ein.

## Territoriale Entwicklung
Das Herzogtum Berg gehörte zuletzt aufgrund von Erbfällen zum Besitz Königs Maximilian I. Joseph von Bayern. Am 15. März 1806 trat er das Herzogtum Berg an Napoleon im Tausch gegen das zuvor in preußischem Besitz stehende Fürstentum Ansbach ab. Dieser übereignete am selben Tag das Herzogtum Berg zusammen mit dem Herzogtum Kleve an seinen Schwager Joachim Murat. Das seit dem Jülich-Klevischen Erbfolgestreit brandenburgisch-preußische Herzogtum Kleve bestand seit 1795 (Abtretung an Frankreich) nur noch aus dem rechtsrheinischen Rest des Herzogtums. Murat vereinigte am 14. April 1806 die Verwaltung der beiden Herzogtümer. Aus einer Bekanntmachung vom 21. April 1806 geht hervor, dass bei der Besitzergreifung der beiden Herzogtümer auch die Territorien der Herrschaften Homburg, Gimborn und Wildenburg einbezogen waren.
Mit dem Beitritt zum Rheinbund am 12. Juli 1806 wurde Murat zum Großherzog erhoben (Art. 5 der Rheinbundakte) und das Territorium des nunmehrigen Großherzogtums Berg erweitert um die Herrschaften Limburg-Styrum, Broich und Hardenberg, die Grafschaften Bentheim, Steinfurt und Horstmar, die Fürstentümer Rheina-Wolbeck, Siegen, Dillenburg (ohne Wehrheim und Burbach) und Hadamar, die Herrschaften Westerburg, Schadeck und Beilstein sowie dem rechts der Lahn liegenden Teil der Herrschaft Runkel (Art. 24 der Rheinbundakte). Weiterhin wurden vom Herzogtum Nassau die vormals kurkölnischen Ämter Deutz, Königswinter und Vilich an das Großherzogtum abgetreten (Art. 16 und 20 der Rheinbundakte).
Am 3. August 1806 erließ Murat eine Verwaltungsordnung für die Herzogtümer Kleve und Berg, wodurch die Territorien in sechs Bezirke (Arrondissements) eingeteilt wurden:
| Bezirk           | Herzogtum | Einwohnerzahl |
| ---------------- | --------- | ------------- |
| Siegburg         | Berg      | 69.264        |
| Mülheim am Rhein | Berg      | 60.992        |
| Elberfeld        | Berg      | 86.188        |
| Düsseldorf       | Berg      | 70.433        |
| Duisburg         | Kleve     | 41.009        |
| Wesel            | Kleve     | 36.349        |
| Gesamt           |           | 364.2350      |

Von den im Tilsiter Frieden 1807 von Preußen abgetretenen Ländern verband Napoleon durch ein Dekret vom 1. März 1808 das Fürstentum Münster und die Grafschaften Mark, Tecklenburg und Lingen sowie die Abteien Elten, Essen und Werden mit dem Großherzogtum Berg.
In einem 1809 gedruckten, aber vor der Neuordnung vom 14. November 1808 entstandenen statistischen Übersicht war die Verwaltung aller Teile des Großherzogtums wie folgt gegliedert:
| - Landesherrliche Bezirke - Bezirk Duisburg - Bezirk Düsseldorf - Bezirk Elberfeld - Bezirk Mülheim - Bezirk Siegburg - Bezirk Wesel - Fürstentum Münster - Grafschaft Dortmund - Grafschaft Lingen - Grafschaft Mark - Grafschaft Tecklenburg | - Standesherrliche Bezirke - Fürstentum Dillenburg - Fürstentum Hadamar - Fürstentum Rheina - Fürstentum Siegen - Grafschaft Bentheim und Steinfurt - Grafschaft Horstmar - Herrschaft Beilstein - Herrschaft Runkel (Teil) - Herrschaft Westerburg und Schadeck |

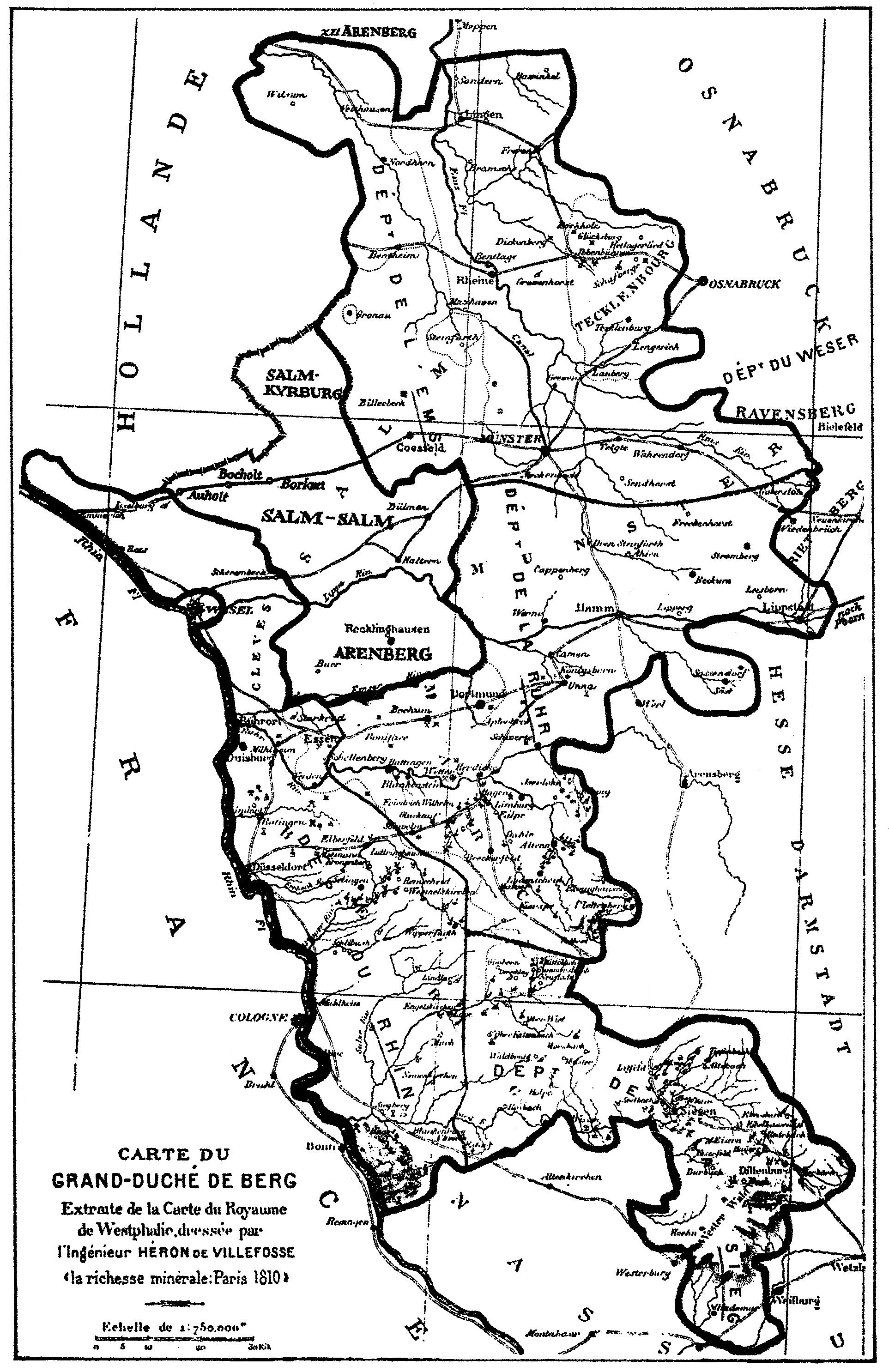
Das Großherzogtum Berg im Jahr 1810

Am 14. November 1808 setzte eine umfassende Neuordnung der Verwaltung nach französischem Vorbild ein. Sie sah die Schaffung von Departements, Arrondissements, Kantonen und Munizipalitäten (ab Ende 1808 Mairien genannt) vor. Die Altgemeinden, Honschaften und Bauerschaften wurden den jeweiligen Mairien eines Kantons zugeordnet, wo für sie teilweise gesonderte Haushalte geführt wurden.
Eine einschneidende Veränderung erfolgte zum 1. Januar 1811, als Napoleon die Hanseatischen Departements dem französischen Staatsgebiet zuordnete und in diesem Zusammenhang das nördliche (rechtsrheinische) Herzogtum Kleve, einen Teil des Fürstentums Münster und die Grafschaften Tecklenburg und Lingen vom Großherzogtum Berg abtrennte. Am 22. Januar 1811 wurden die vormals arembergische Gebiete Grafschaft Recklinghausen und ein Teil der Grafschaft Dülmen dem Großherzogtum Berg angegliedert.
Mit Dekret vom 17. Dezember 1811 wurden die daraus resultierenden Gebietsveränderungen bekannt gegeben:
- In dem hinzugekommenen arembergischen Gebiet wurden die Kantone Recklinghausen und Dorsten eingerichtet und dem Arrondissement Essen im Ruhrdepartement zugeordnet.
- Ein Teil des Dülmener Gebietes wurde dem Kanton Lüdinghausen und dem Arrondissement Dortmund im Ruhrdepartement angegliedert.
- Der Teil des Emsdepartements, der nicht mit Frankreich vereinigt wurde, wurde dem Ruhrdepartement zugeschlagen:
  - die Kantone Sassenberg und Warendorf wechselten zum Arrondissement Hamm.
  - aus Teilen des Kantons Ahlen und angrenzenden Teilen des Emsdepartements wurde der Kanton Sendenhorst neu gebildet und dem Arrondissement Dortmund zugeordnet.

1813 zogen die Franzosen nach der Niederlage in der Völkerschlacht bei Leipzig aus dem Großherzogtum ab und es fiel ab Ende 1813 unter die provisorische Verwaltung durch Preußen im Generalgouvernement Berg. Der größte Teil des Großherzogtums blieb nach 1816 endgültig bei Preußen. Der Raum um Lingen und Nordhorn kam zum Königreich Hannover und das Gebiet des Arrondissements Dillenburg zum Herzogtum Nassau.
Im Königreich Hannover und im Herzogtum Nassau wurden die französisch geprägten Verwaltungsstrukturen wieder abgeschafft. In Preußen wurden die Departements, Arrondissements und Kantone aufgehoben und stattdessen Provinzen, Regierungsbezirke und Kreise eingerichtet. Die in der Franzosenzeit eingerichteten Mairien dagegen wurden in Preußen beibehalten und nunmehr als Bürgermeistereien bezeichnet. In der Provinz Westfalen wurden die Bürgermeistereien in den 1840er Jahren in Ämter umgewandelt. In der Rheinprovinz wurden die Bürgermeistereien seit 1928 Ämter genannt. Im 1946 gegründeten Land Nordrhein-Westfalen bestanden diese Ämter zum Teil noch bis 1974 fort.

## Verwaltungsstruktur
Den mit Dekret vom 14. November 1808 eingeführten Verwaltungseinheiten wurden durch die Verwaltungs-Ordnung vom 18. Dezember 1808 Organe und Aufgaben zugewiesen.

### Departements
Als Behörden der Departements wurden der Präfekt, ein Generalsekretär der Präfektur, jeweils vier (Rhein- und Emsdepartement) bzw. drei (Ruhr- und Siegdepartement) Präfekturräte und 20 bzw. 15 General-Departementsräte vorgesehen. Der Präfekt war mit der gesamten inneren Verwaltung beauftragt. Die General-Departementsräte sollten sich jährlich zu einer Sitzung von nicht mehr als 14 Tagen Dauer versammeln. Ihre Aufgabe war die Entscheidung über die Verteilung der direkten Steuern auf die Arrondissements, über Anträge der Arrondissements, Städte, Flecken und Dörfer auf Verminderung der Steuerlast sowie über die Steuerhebesätze und die Jahresrechnung des Präfekten. Weiterhin hatte er seine Meinung zu Lage und Bedürfnissen des Departements abzugeben.

### Arrondissements
In den Arrondissements (auch Bezirke oder Distrikte) wurden Unterpräfekte und jeweils ein Distriktsrat eingesetzt. Letzterer hatte sich zweimal jährlich, und zwar einmal für höchstens zehn Tage vor der Sitzung des General-Departementsrats und einmal für höchstens fünf Tage nach dieser Sitzung, zu versammeln. In den Arrondissements, in denen die Hauptorte der Departements lagen – also Düsseldorf, Dillenburg, Dortmund und Münster – wurden keine Unterpräfekten eingesetzt.

### Kantone
Die Verwaltungsordnung vom 18. Dezember 1808 wies den mit Dekret vom 14. November 1808 eingerichteten Kantonen zunächst weder Aufgaben noch Organe zu. Mit Dekret vom 31. März 1809 wurde dann bestimmt, dass für jeden Kanton ein Kantonseinnehmer zur Hebung der direkten Steuern bestellt werden sollte. Diese Einnehmer haben mit ihrer Tätigkeit am 1. Januar 1810 begonnen. Weiterhin wurde mit Dekret vom 17. Dezember 1811 festgesetzt, dass mit Wirkung vom 1. Februar 1812 jeder Kanton ein Friedensgericht erhalten sollte. Damit wurde die Gewaltenteilung von Judikative und Exekutive eingeführt.
Die bergischen Kantone wurden in denjenigen Gebieten, die 1811 vom Kaiserreich Frankreich annektiert wurden, als französische Kantone weitergeführt. Nach der Rückeroberung durch die deutschen Staaten wurden sie in Preußen als Gerichtsbezirke noch bis zur Einführung der neuen Gerichtsorganisation 1815 beibehalten.

### Mairien
Als Verwaltungsorgane der Mairien, auch als Munizipalitäten oder Bürgermeistereien bezeichnet, waren der Maire und Beigeordnete (Adjoints) vorgesehen. Die Zahl der Beigeordneten war nach der Einwohnerzahl gestaffelt. Mairien mit bis zu 2.500 Einwohnern hatten hiernach einen Beigeordneten, Mairien mit bis zu 5.000 Einwohnern derer zwei und Mairien mit 5.000 bis 10.000 Einwohnern neben zwei Beigeordneten noch einen Polizeikommissär. Für Mairien über 10.000 bis 20.000 Einwohnern waren drei Beigeordnete und zwei Polizeikommissäre und in solchen mit über 20.000 Einwohnern schließlich vier Beigeordnete und drei Polizeikommissäre vorgesehen. Daneben bestand der Munizipalrat.
Den Maires war die gesamte Gemeindeverwaltung übertragen. Sie nahmen im Departement der Ems am 20. Mai 1809 und im Ruhrdepartement am 15. August 1809 ihre Tätigkeit auf. Sie wurden im Verhinderungsfalle durch einen Beigeordneten vertreten. Daneben konnten den Maires Aufgaben der allgemeinen staatlichen Verwaltung für das Gemeindegebiet aufgetragen werden.
Der Munizipalrat war als beratendes Organ eingerichtet. Ihm gehörten der Maire von Amts wegen sowie weitere Mitglieder (8 in kleinen Mairien, 15 in Mairien mit über 2.500 bis 5.000 Einwohnern und 20 in größeren Mairien) an. Die Räte versammelten sich jährlich ab dem 15. September für bis zu zehn Tage. Daneben konnten außerordentliche Sitzungen durch den Präfekten einberufen werden.
Im gesamten Großherzogtum wurden zunächst 286 Mairien bzw. Munizipalitäten eingerichtet. Nach der Abtretung großer Gebiete an Frankreich und dem Zugewinn der Grafschaft Recklinghausen bestanden im Großherzogtum Berg seit 1811 noch 220 Mairien.

### Ernennung
Die Ernennung der Präfekten, der Präfektur- und Generalsdepartementsräte, der Unterpräfekten und Arrondissementsräte sowie in Mairien mit über 5.000 Einwohnern der Maires, Beigeordneten, Munizipalräte und Polizeikommissäre war dem Großherzog vorbehalten. Im Übrigen sollten die Organe der Mairien durch den Präfekten ernannt werden.

### Besoldung
Das Dekret bestimmte als Gehalt der Präfekten des Rhein- und des Emsdepartements jeweils 10.000 Francs, für die Präfekten des Sieg- und des Ruhrdepartements jeweils 8.000 Francs. Den Unterpräfekten von Elberfeld und Mülheim sollten 4.000 Francs zukommen, den übrigen Unterpräfekten je 3.000 Francs. Schließlich war den Mitgliedern der Präfekturräte eine Besoldung von je 1.200 Francs zugewiesen.

## Verwaltungseinheiten

### 1808 bis 1810
Durch Dekret vom 14. November 1808 wurde das Großherzogtum Berg in die vier Departements des Rheins, der Sieg, der Ruhr und der Ems mit 12 Arrondissements und 79 Kantonen gegliedert. Dabei umfasste jedes Arrondissement entweder sechs oder sieben Kantone:
| Departement | Präfektur  | Arrondissements | Kantone | Mairien | Einwohner |
| ----------- | ---------- | --------------- | ------- | ------- | --------- |
| Rhein       | Düsseldorf | 4               | 26      | 90      | 322.284   |
| Sieg        | Dillenburg | 2               | 14      | 51      | 133.070   |
| Ruhr        | Dortmund   | 3               | 20      | 69      | 212.602   |
| Ems         | Münster    | 3               | 19      | 76      | 210.201   |

### 1811 bis 1813
Durch die französischen Annexionen schied fast das gesamte Departement der Ems zusammen mit den Kantonen Ringenberg, Rees und Emmerich aus dem Departement des Rheins aus dem Großherzogtum aus. Im Departement der Sieg wurden einige Kantone fusioniert. Neu hinzu kamen 1811 die Kantone Recklinghausen und Dorsten. Ein Dekret vom 15. März 1812 sah vor, dass 75 Mitglieder des Kollegiums von den Versammlungen der Notablen der einzelnen Kantone gewählt wurden, und wies jedem Kanton einen oder zwei Deputierte zu, dem Kanton Düsseldorf vier. Das Großherzogtum war 1812 in 3 Departements, 9 Arrondissements, 59 Kantone und 220 Mairien gegliedert:
| Departement | Präfektur  | Arrondissements | Kantone | Mairien |
| ----------- | ---------- | --------------- | ------- | ------- |
| Rhein       | Düsseldorf | 4               | 25      | 91      |
| Sieg        | Dillenburg | 2               | 11      | 51      |
| Ruhr        | Dortmund   | 3               | 23      | 78      |

### Departements, Arrondissements, Kantone und Mairien

#### Departement des Rheins
Das Departement des Rheins mit dem Hauptort Düsseldorf umfasste Teile des alten Herzogtums Berg, die Herrschaften Broich, Limburg-Stirum und Hardenberg, die aufgehobenen Reichsabteien Elten, Essen und Werden sowie die rechtsrheinischen Teile des früheren Herzogtums Kleve. Es gliederte sich in die vier Arrondissements (Bezirke) Düsseldorf, Elberfeld, Mülheim und Essen. Die amtliche Einwohnerzahl wurde im Dekret vom 14. November 1808 mit 322.284 angegeben.
| Arrondissement Kanton    | Einwohner (1808) | Mairien (Munizipalitäten)                            |
| ------------------------ | ---------------- | ---------------------------------------------------- |
| Düsseldorf               | 80.498           |                                                      |
| Düsseldorf               | 19.472           | Düsseldorf                                           |
| Ratingen                 | 13.713           | Angermund, Eckamp, Kaiserswerth, Mintard, Ratingen   |
| Velbert                  | 11.703           | Hardenberg, Velbert, Wülfrath,                       |
| Mettmann                 | 11.276           | Gerresheim, Haan, Hubbelrath, Mettmann               |
| Richrath                 | 10.714           | Benrath, Hilden, Monheim, Richrath                   |
| Opladen                  | 13.620           | Burscheid, Opladen, Schlebusch, Witzhelden           |
| Elberfeld                | 96.471           |                                                      |
| Elberfeld                | 18.071           | Elberfeld                                            |
| Barmen                   | 14.304           | Barmen                                               |
| Ronsdorf                 | 12.737           | Kronenberg, Remscheid, Ronsdorf,                     |
| Lennep                   | 15.431           | Hückeswagen, Lennep, Lüttringhausen, Radevormwald    |
| Wipperfürth              | 10.113           | Klüppelberg, Kürten, Olpe, Wipperfürth               |
| Wermelskirchen           | 09.580           | Burg, Dabringhausen, Wermelskirchen                  |
| Solingen                 | 16.235           | Dorp, Gräfrath, Höhscheid, Merscheid, Solingen, Wald |
| Mülheim                  | 72.924           |                                                      |
| Mülheim                  | 13.309           | Deutz, Heumar, Merheim, Mülheim am Rhein, Wahn       |
| Bensberg                 | 09.403           | Bensberg, Gladbach, Odenthal, Rösrath                |
| Lindlar                  | 09.143           | Lindlar, Engelskirchen, Overath                      |
| Siegburg                 | 15.034           | Lohmar, Niederkassel, Siegburg, Sieglar, Wahlscheid  |
| Hennef                   | 13.757           | Hennef, Lauthausen, Neunkirchen, Oberpleis, Uckerath |
| Königswinter             | 12.278           | Königswinter, Menden, Oberkassel, Vilich             |
| Essen                    | 72.391           |                                                      |
| Essen                    | 12.051           | Altenessen, Borbeck, Essen, Steele                   |
| Werden                   | 07.589           | Kettwig, Werden                                      |
| Duisburg                 | 17.955           | Duisburg, Mülheim an der Ruhr, Ruhrort               |
| Dinslaken                | 10.501           | Dinslaken, Gahlen, Götterswickerhamm, Holten         |
| Ringenberg (bis 1810)    | 07.353           | Ringenberg, Schermbeck                               |
| Rees (bis 1810)          | 07.772           | Haldern, Isselburg, Rees                             |
| Emmerich (bis 1810)      | 09.170           | Elten, Emmerich, Vrasselt                            |
| Dorsten (ab 1811)        | –                | Bottrop, Buer, Dorsten, Kirchhellen, Marl            |
| Recklinghausen (ab 1811) | –                | Datteln, Herten, Recklinghausen, Waltrop             |

#### Departement der Sieg
Das Departement der Sieg mit dem Hauptort Dillenburg umfasste das Amt Windeck und eine Teil des Amtes Blankenberg, die Herrschaften Homburg, Gimborn-Neustadt und Wildenburg, das Fürstentum Siegen, ein Teil des Fürstentums Dillenburg, die Herrschaft Beilstein, das Fürstentum Hadamar, die Herrschaft Westerburg und die auf dem rechten Lahnufer gelegenen Teilen der Herrschaften Schadeck und Runkel. Es gliederte sich in die zwei Arrondissements (Bezirke) Siegen und Dillenburg. Die Einwohnerzahl wurde im Dekret vom 14. November 1808 mit 133.070 angegeben.
Im Jahr 1811 wurden der Kanton Runkel mit dem Kanton Hadamar, der Kanton Westerburg mit dem Kanton Rennerod und der Kanton Wildenburg mit dem Kanton Siegen vereinigt.
| Arrondissement Kanton             | Einwohner (1808) | Mairien (Munizipalitäten)                              |
| --------------------------------- | ---------------- | ------------------------------------------------------ |
| Siegen                            | 75.026           |                                                        |
| Siegen                            | 11.194           | Freudenberg, Siegen, Weidenau, Wilnsdorf               |
| Netphen (Sitz: Obernetphen)       | 11.783           | Ferndorf, Hilchenbach, Irmgartreich, Netphen           |
| Wildenburg (bis 1811)             | 02.684           | Friesenhagen                                           |
| Waldbröl                          | 14.358           | Dattenfeld, Denklingen, Eckenhagen, Morsbach, Waldbröl |
| Eitorf                            | 12.147           | Eitorf, Herchen, Much, Ruppichteroth                   |
| Homburg (Sitz: Nümbrecht)         | 09.163           | Drabenderhöhe, Marienberghausen, Nümbrecht, Wiehl      |
| Gummersbach                       | 13.697           | Gimborn, Gummersbach, Marienheide, Neustadt, Ründeroth |
| Dillenburg                        | 58.044           |                                                        |
| Dillenburg                        | 11.524           | Dillenburg, Eibach, Ebersbach, Haiger                  |
| Herborn                           | 08.039           | Bicken, Eisemroth, Herborn, Hörbach                    |
| Driedorf                          | 07.621           | Driedorf, Elsoff, Mengerskirchen                       |
| Rennerod                          | 10.959           | Emmerichenhain, Höhn, Marienberg, Rennerod             |
| Hadamar                           | 11.311           | Frickhofen, Hadamar, Lahr, Offheim, Zeuzheim           |
| Westerburg (bis 1811)             | 4.723            | Gemünden, Westerburg                                   |
| Runkel (Sitz: Schadeck; bis 1811) | 03.867           | Schadeck, Schupbach                                    |

#### Departement der Ruhr
Das Departement der Ruhr mit dem Hauptort Dortmund umfasste im Wesentlichen die früheren Grafschaften Mark, Dortmund und Limburg, den Süden des früheren Hochstifts Münster, die Herrschaft Rheda und die Stadt Lippstadt. Es gliederte sich in die drei Arrondissements (Bezirke) Dortmund, Hagen und Hamm. Die amtliche Einwohnerzahl wurde im Dekret vom 14. November 1808 mit 212.602 angegeben. Zum 1. Januar 1811 wurden diejenigen Teile des Departements der Ems eingegliedert, die nicht von Frankreich annektiert worden waren.
| Arrondissement Kanton | Einwohner (1808) | Mairien (Munizipalitäten)                               |
| --------------------- | ---------------- | ------------------------------------------------------- |
| Dortmund              | 72.864           |                                                         |
| Dortmund              | 12.997           | Castrop, Dortmund, Lünen                                |
| Bochum                | 11.963           | Bochum, Herne, Lütgendortmund, Wattenscheid             |
| Hörde                 | 09.717           | Hörde, Schwerte, Witten                                 |
| Unna                  | 16.203           | Aplerbeck, Fröndenberg, Kamen, Unna                     |
| Werne                 | 10.279           | Bork, Herbern, Nordkirchen, Werne                       |
| Lüdinghausen          | 11.705           | Ascheberg, Lüdinghausen, Olfen, Ottmarsbocholt          |
| Sendenhorst (ab 1811) | –                | Amelsbüren, Everswinkel, Sendenhorst                    |
| Hagen                 | 70.595           |                                                         |
| Hagen                 | 12.154           | Boele, Breckerfeld, Enneperstraße, Hagen, Herdecke      |
| Schwelm               | 12.612           | Ennepe, Haßlinghausen, Langerfeld, Schwelm, Volmarstein |
| Hattingen             | 08.779           | Blankenstein, Hattingen, Sprockhövel                    |
| Limburg               | 04.180           | Ergste, Limburg                                         |
| Iserlohn              | 07.906           | Hemer, Iserlohn                                         |
| Neuenrade             | 10.137           | Altena, Neuenrade, Plettenberg                          |
| Lüdenscheid           | 14.827           | Ebbe, Halver, Lüdenscheid, Meinerzhagen                 |
| Hamm                  | 69.143           |                                                         |
| Hamm                  | 12.310           | Hamm, Pelkum, Rhynern                                   |
| Soest                 | 15.582           | Borgeln, Lohne, Schwefe, Soest                          |
| Ahlen                 | 10.491           | Ahlen, Drensteinfurt, Heessen, Sendenhorst (bis 1810)   |
| Beckum                | 10.294           | Beckum, Lippborg, Vorhelm                               |
| Oelde                 | 12.505           | Liesborn, Oelde, Ostenfelde, Wadersloh                  |
| Lippstadt             | 02.961           | Lippstadt                                               |
| Rheda                 | 05.000           | Clarholz, Gütersloh, Herzebrock, Rheda                  |
| Warendorf (ab 1811)   | –                | Altwarendorf, Freckenhorst, Hoetmar, Warendorf          |
| Sassenberg (ab 1811)  | –                | Beelen, Harsewinkel, Sassenberg                         |

#### Departement der Ems
Das Departement der Ems mit dem Hauptort Münster umfasste im Wesentlichen den größten Teil des früheren Hochstifts Münster sowie die Grafschaften Horstmar, Rheina-Wolbeck, Steinfurt, Bentheim, Lingen und Tecklenburg. Es gliederte sich in die drei Arrondissements (Bezirke) Münster, Koesfeld und Lingen. Die Einwohnerzahl wurde im Dekret vom 14. November 1808 mit 210.201 angegeben.
Zum 1. Januar 1811 wurde das Departement der Ems aufgelöst und der größte Teil des Gebiets an Frankreich abgetreten. Die Kantone Sassenberg und Warendorf verblieben überwiegend bei Berg und kamen zum Arrondissement Hamm. Die Mairien Amelsbüren und Everswinkel verblieben ebenfalls bei Berg und wurden mit der Mairie Sendenhorst zum Kanton Sendenhorst im Arrondissement Dortmund des Departements der Ruhr zusammengefasst.
| Arrondissement Kanton | Einwohner (1808) | Mairien (Munizipalitäten)                                    |
| --------------------- | ---------------- | ------------------------------------------------------------ |
| Münster               | 80.918           |                                                              |
| Münster               | 14.379           | Münster                                                      |
| St. Mauritz           | 11.751           | Amelsbüren, Nienberge, Roxel, St. Mauritz, Wolbeck           |
| Greven                | 13.502           | Altenberge, Emsdetten, Greven, Nordwalde, Saerbeck           |
| Telgte                | 09.525           | Everswinkel, Ostbevern, Telgte                               |
| Lengerich             | 11.569           | Ladbergen, Lengerich, Lienen                                 |
| Warendorf             | 10.153           | Altwarendorf, Freckenhorst, Hoetmar, Warendorf               |
| Sassenberg            | 10.039           | Beelen, Füchtorf, Harsewinkel, Sassenberg,                   |
| Koesfeld              | 62.958           |                                                              |
| Koesfeld              | 13.195           | Koesfeld, Legden, Lette, Osterwick, Rorup                    |
| Billerbeck            | 10.534           | Billerbeck, Darfeld, Havixbeck, Nottuln                      |
| Horstmar              | 11.668           | Borghorst, Horstmar, Laer, Metelen, Schöppingen, Steinfurt   |
| Ochtrup               | 11.985           | Gronau, Ochtrup, Nienborg, Wettringen                        |
| Rheine                | 09.160           | Neuenkirchen, Rheine, Salzbergen                             |
| Bentheim              | 06.416           | Bentheim, Gildehaus, Schüttorf                               |
| Lingen                | 66.325           |                                                              |
| Lingen                | 12.365           | Bawinkel, Bramsche, Emsbüren, Lingen, Plantlünne, Schepsdorf |
| Nordhorn              | 09.401           | Neuenhaus, Nordhorn, Veldhausen, Wietmarschen                |
| Emlichheim            | 07.725           | Emlichheim, Kleinringe, Uelsen, Wilsum                       |
| Freren                | 12.092           | Beesten, Freren, Lengerich, Thuine                           |
| Ibbenbüren            | 12.602           | Hopsten, Ibbenbüren, Mettingen, Recke                        |
| Tecklenburg           | 12.140           | Bevergern, Lotte, Kappeln, Tecklenburg                       |

Anmerkungen:
1. 1 2 3  Kam 1811 zunächst zum Arrondissement Münster im Departement der oberen IJssel und per Dekret vom  27. April 1811 zum Departement der Lippe.
2. 1 2 3  Kam 1811 zum Arrondissement Osnabrück im Departement der Oberen Ems.
3. 1 2  Blieb im Großherzogtum Berg, wechselte am 1. Januar 1811 zum Arrondissement Hamm im Departement der Ruhr.
4. 1 2 3 4 5 6  Kam 18110 zunächst zum Arrondissement Steinfurt im Departement der IJsselmündungen und per Dekret vom  27. April 1811 zum Arrondissement Steinfurt im Departement der Lippe.
5. 1 2  Kam 1811 zunächst zum Arrondissement Neuenhaus im Departement der Westlichen Ems und per Dekret vom 27. April 1811 zum Arrondissement Nordhorn im Departement der Lippe.